# Дженис, Кэт
Кэтрин Дженис Ипсан (англ. Catherine Janice Ipsan; 20 января 1993 — 28 февраля 2024) более известная как Кэт Дженис (англ. Cat Janice) — американская певица.

## Биография
Дженис родилась 20 января 1993 года в Северной Виргинии и выросла в Аннандейле, Виргиния, США. С шести лет обучалась игре на скрипке и фортепиано. В возрасте четырнадцати лет присоединилась к оркестру, джаз-бэндам и театральным постановкам.

## Музыкальная карьера
Дженис выпустила свой первый альбом в 2014 году, который состоял из пения и игре на фортепиано. Второй альбом «Fire» в стиле сатерн-рок был выпущен в следующем году. В 2019 году Дженис стала обладателем музыкальной премии WAMMY в категории «лучший рок-исполнитель».
После обнаружения шишки на шее в 2022 году Дженис диагностировали саркому. В это же время Дженис работала ученым в области геопространственной информации, посещала занятия для получения степени магистра в области прибрежной геологии, а также писала и пела свою собственную музыку.
В том же году исполнительница перенесла операцию по удалению опухоли и прошла курс химиотерапии. Во время лечения Дженис начала работать над новым альбомом «Modern Medicine», а также написала и исполнила песню «Wishing I Was You» в которой рассказала о своей болезни и прохождении химиотерапии. В январе 2023 года выпустила сингл «Chill the Fck Out» в котором рассказала о своей борьбе со стрессом и чувством подавленности. В 2023 году врачи заявили что рак излечен, однако спустя несколько месяцев рак местастазировал в её лёгкие. Спустя несколько месяцев, после начала повторного лечения, исполнительница выпустила альбом «Modern Medicine».
19 января 2024 года выпустила свою песню «Dance You Outta My Head», через четыре дня, после начала пребывания в хосписе. Дженис выпустила песню самостоятельно, вне своего лейбла. За несколько недель до смерти, Дженис передала все права на свои песни своему сыну. Через две недели, после выпуска песни «Dance You Outta My Head» композиция заняла 37 место в Billboard Hot Dance/Electronic Songs. Песня также дебютировала под вторым номером в чарте, по продажам и 11 место в общем чарте продаж цифровой музыки. 17 февраля песня достигла первого места в чарте «TikTok Billboard Top 50». В iTunes песня достигла 7-го места в мире, по количеству прослушиваний. Песня получила премию Роберта Аллена от Американского общества композиторов, авторов и издателей.
8 марта 2024 года, посмертно была опубликована песня «Starry Night (Loren’s Lullaby)».

## Личная жизнь
В августе 2023 года вышла замуж за Кайла Хиггинботэма. Есть сын Лорен.

## Смерть
28 февраля 2024 года Дженис умерла от рака в своём доме, в Аннандейле в возрасте 31 года в кругу семьи. Её брат сообщил в Instagram, что дополнительные проекты будут выпущены посмертно с её согласия.